# Treinta y Tres megye
Treinta y Tres egy megye Uruguayban. A fővárosa Treinta y Tres.

## Földrajz
Az ország keleti részén található. Megyeszékhely: Treinta y Tres

## Történelem
A megye neve spanyolul 33-at jelent. A XIX. században működő 33-as egység tiszteletére nevezték el.